# Морис (Њујорк)
Морис (енгл. Morris) град је у америчкој савезној држави Њујорк.

## Демографија
По попису из 2010. године број становника је 583, што је 8 (-1,4%) становника мање него 2000. године.
| Група             | 2000.       | 2010.       |
| Белци             | 569 (96,3%) | 548 (94,0%) |
| Афроамериканци    | 2 (0,3%)    | 6 (1,0%)    |
| Азијати           | 0 (0,0%)    | 0 (0,0%)    |
| Хиспаноамериканци | 17 (2,9%)   | 19 (3,3%)   |
| Укупно            | 591         | 583         |